# Правая Райчиха
Пра́вая Райчиха — село в Бурейском районе Амурской области России. Входит в Успеновский сельсовет.

## География
Село Правая Райчи́ха стоит на правом берегу реки Райчиха (левый приток Амура).
Дорога к селу Правая Райчиха идёт на юг от села Старая Райчиха через село Успеновка.
Расстояние до районного центра посёлка Новобурейский (через Успеновку, Старую Райчиху, Зельвино, Прогресс и Бурею) — 66 км.
На юг от села Правая Райчиха идёт дорога к сёлам Винниково и Калинино Михайловского района.

## Население
| 2002 | 2010 | 2012 | 2013 | 2014 | 2015 | 2016 |
| ---- | ---- | ---- | ---- | ---- | ---- | ---- |
| 86   | ↘46  | ↘35  | ↘34  | →34  | ↘31  | ↘28  |
| 2017 | 2018 |      |      |      |      |      |
| ↘23  | →23  |      |      |      |      |      |

## Инфраструктура
Сельскохозяйственные предприятия Амурской области.